# (1641) Tana
(1641) Tana – planetoida z pasa głównego asteroid okrążająca Słońce w ciągu 5 lat i 88 dni w średniej odległości 3,02 au. Została odkryta 25 lipca 1935 roku w Union Observatory w Johannesburgu przez Cyrila Jacksona. Nazwa planetoidy pochodzi od Tany, rzeki w Kenii. Przed nadaniem nazwy planetoida nosiła oznaczenie tymczasowe (1641) 1935 OJ.